# Хадиджа бинт Хувайлид
Хади́джа бинт Хувайлид ибн Асад ибн ‘Абдуль‘узза ибн Киляб аль-Курашия аль-Асадия (араб.  خديجة بنت خويلد‎; VI век, Мекка — 619, Мекка) — первая и до своей смерти единственная жена пророка Мухаммеда, остальных жён Мухаммед брал уже после её смерти.
Хадиджа была богатой женщиной и давала купцам займы. Одним из них был Мухаммед, за которого она затем вышла замуж. Она поддерживала Мухаммеда в его пророческой миссии, приняла ислам одной из первых, а своё имущество использовала для продвижения религии.

«Лучшей женщиной мира этого в своё время была Марйам, дочь ‘Имрана, а лучшей женщиной этой общины является Хадиджа»— Сахих аль-Бухари, кн. 62, гл. 1073, №1365(3432)

## Происхождение и жизнь до знакомства с Мухаммадом
Родилась в Мекке. Традиционно годом рождения Хадиджи считается 556 год (или около того). Родители Хадиджи — Хувайлид ибн Асад и Фатима бинт Заида — оба были курайшитами. Дед Хувайлида, Абд аль-Узза ибн Кусай, был братом Абд-Манафа — прадеда Абдуллаха (отца Мухаммеда). Таким образом, по непрерывной мужской линии Хадиджа приходилась Мухаммеду четвероюродной тёткой.
До Мухаммеда Хадиджа была замужем дважды. Замуж её выдавал её отец Хувайлид ибн Асад. Первым её мужем был Усаййик ибн Абид. Она родила ему сына Абдаллаха и дочь Джарию. Вторым её мужем был Абу Хала ибн Малик из рода Бану Усайд. Она родила ему сына Хинда ибн Абу Халу и дочь Зайнаб бинт Абу Хала. Она всегда помогала своим родственникам, неимущим людям, а также оказывала помощь тем, у кого не было средств на проведение свадеб. К ней сватались достопочтенные и уважаемые представители арабской элиты всего Аравийского полуострова, но всем им она отказывала.
За присущие Хадидже качества она получила следующие имена:
- Саййдату-н-нисаи Курайш  (араб. سيدة النساء قريش‎) — «госпожа женщин курайшитов», «принцесса курайшитов»
- Ат-Тахира (араб. الطاهرة‎) — «самая чистая», «благонравная»
- Аль-Кубра (араб. الكبرى‎) — «великая»[9].

## Знакомство и заключение брака с Мухаммедом
Хадиджа была одной из самых знатных и богатых женщин племени Курайш. Она предоставляла свои деньги купцам, которые за определённую плату вели на них торговлю. Услышав о благом нраве и надёжности Мухаммеда она предложила ему свои деньги для поездки в Сирию, доверив ему более крупную сумму, чем обычно доверяла другим.
Богатая вдова (богатство ей досталось от второго умершего мужа), была женщиной высокой, умной, белокожей, очень красивой и решительной, и никому до встречи с Мухаммадом не позволяла распоряжаться своими имуществом и судьбой.
Мухаммад отправился в Сирию вместе со слугой Хадиджи Майсарой. Успешно торгуя, он получил большую прибыль, а по возвращении вернул доверенные ему средства Хадидже с большой прибылью. Майсара рассказал ей о высоких качествах и достоинствах Мухаммада (некоторые учёные считают, что также он рассказал ей и о некоторых чудесах, свидетелем которых он стал, например, о том, как два ангела защищали его от палящего солнца).
Она стала думать о нём, её охватили волнующие чувства, которых Хадиджа раньше не знала. Она считала, что он мужчина не такой, как все, и сомневалась, согласится ли верный правдивый молодой человек жениться на ней, ведь ей уже исполнилось сорок. Как она покажется перед людьми, ведь она до этого отвергла знатных курайшитов? И когда она пребывала в сильнейшей растерянности и сомнениях, к ней зашла её подруга Нафиса бинт Мунаббих. В беседе с Хадиджей по её лицу и интонации она смогла раскрыть её сокровенную тайну. Нафиса успокоила Хадидже душу и вселила в неё уверенность, напомнив, что она знатна и благородна, богата и красива. Ведь очень многие мужчины добивались её руки.
И едва выйдя от неё, Нафиса направилась к будущему пророку, чтобы поговорить с ним о женитьбе на Благонравной Хадидже. Передано, что она спросила: — Мухаммад, почему бы тебе не жениться?
Он ответил: — Но у меня ничего нет
Она сказала: — А если тебе не нужны будут средства, и тебе предложат богатство, красоту, благородство, и она будет подходящей для тебя, ты согласишься?
Он спросил: — А кто она?
Она сказала: — Хадиджа бинт Хувайлид.
И он согласился и рассказал обо всём братьям своего отца, которые посватали её за Мухаммеда. Согласно одному источнику замуж Хадиджу выдал её отец — Хувайлид ибн Асад. Согласно другому источнику замуж её выдал её дядя Амр ибн Асад. Хадиджа вышла замуж за Мухаммеда в присутствии представителей рода хашимитов и старейшин племени Курайш. Свадебным даром за неё было двадцать молодых верблюдиц.
После совершения бракосочетания были зарезаны верблюды, и их мясо роздано среди бедняков. Дом Хадиджи открылся для родных и близких. Среди них была Халима ас-Са‘дия, которая пришла, чтобы присутствовать на свадьбе своего молочного сына, которого она когда-то выкормила. К себе домой она вернулась с сорока баранами, которых подарила ей щедрая невеста, ведь Халима выкормила мужа Хадиджи Мухаммада.
Свадьба состоялась через два с лишним месяца после возвращения Мухаммеда из Сирии. В это время ему исполнилось двадцать пять лет, ей же, по свидетельству большинства источников — сорок.
Женитьба Мухаммада на Хадидже — одно из ключевых событий жизни Мухаммада до начала его пророческой миссии. Хадиджа оказала огромную поддержку Мухаммаду, когда он начал призывать людей к исламу и столкнулся с противостоянием своих соплеменников — курайшитов.

## Семейная жизнь
Хадиджа, нежно и преданно любившая Мухаммада, сумела не только окружить его вниманием и заботой, но и стать его верным другом — другом, способным всегда понять, разделить его радости и тревоги, поддержать и ободрить в трудную минуту.
Хадиджа родила Мухаммаду шестерых детей:
- сына аль-Касима (араб. القاسم‎)
- дочь Зайнаб (араб. زينب‎)
- дочь Рукайю (араб. رقية‎)
- дочь Умм Кульсум (араб. أم كلثوم‎)
- дочь Фатиму (араб. فاطمة‎)
- сына Абдуллаха (араб. عبد الله‎)

Приводятся и другие данные о том, кого и когда родила Хадиджа. Все мальчики умерли в раннем детстве, все девочки дожили до начала пророческой миссии Мухаммада, приняли ислам и переселились из Мекки в Медину, и все они скончались ещё до смерти пророка, за исключением Фатимы, которая пережила его на несколько месяцев.

## Хадиджа в период пророчества Мухаммада
Хадиджа стала первой из мекканцев, уверовавших в Аллаха и посланническую миссию Мухаммеда. Именно она успокоила его, когда он был напуган первыми откровениями и не мог понять, действительно ли они приходят от Аллаха или от злых духов.
Мухаммад занимался поклонением в пещере Хира’ по целому месяцу каждый год. Ему нравилось уединение. Ничего он так не любил, как оставаться наедине с собой. Так продолжалось столько, сколько Аллаху было угодно. Затем к нему явился Джибриль с милостью от Всевышнего Аллаха, когда Мухаммад находился в пещере Хира’ в месяц рамадан. Ему было дано откровение. В предрассветных сумерках в страхе он побежал поскорее домой, говоря: «Укройте, укройте меня! Закутайте, закутайте меня!».

«О завернувшийся! ۝ Встань и увещевай! ۝ Господа своего величай! ۝ Одежды свои очищай! ۝ Идолов сторонись! ۝ Не оказывай милости, чтобы получить большее! ۝ Ради Господа твоего будь терпелив!»— (74:1–7) Аль-Муддассир
Когда Хадиджа выяснила, в чём дело, он сказал: «Я испугался». Она ответила: «Клянусь Аллахом, тебя Аллах не унизит! Ведь ты же поддерживаешь родственные связи, говоришь правду, заботишься о сиротах, оказываешь гостеприимство, помогаешь, если у человека настоящая беда». Благодаря такой поддержке сердце посланника успокоилось. К нему вернулось спокойствие, когда он увидел истинность веры своей жены в то, что он принёс. Но она этим не ограничилась. Хадиджа побежала к своему двоюродному брату Вараке ибн Науфалю исповедовавшему христианство и рассказала ему, что случилось с посланником, который успокоил его и подтвердил истинность его пророчества.
Хадиджа будучи первой, кто уверовал в Аллаха и в пророческую миссию Мухаммада была вместе с Мухаммадом, помогая ему и поддерживая. В годы зарождения ислама, когда первые мусульмане подвергались насилию и притеснениям, Хадиджа оказала огромную поддержку Мухаммаду. Она помогала переносить самые жестокие мучения и гонения. Всевышний облегчил это пророку. Какие бы неприятные слова он ни слышал — опровержение, обвинение во лжи — то, что его огорчало, Аллах через Хадиджу облегчал его страдания. Когда он к ней возвращался, она его поддерживала, давала облегчение, подтверждала правдивость его слов и помогала легче переносить то, что говорили люди. Собственность Хадиджи, которая составляла тысячи динаров, была использована для распространения ислама.
Когда курайшиты объявили бойкот мусульманам, чтобы блокировать их политически и экономически, и повесили лист с объявлением бойкота внутри Ка‘бы, Хадиджа, не колеблясь, осталась вместе с мусульманами, среди народа. Три года она терпела и надеялась на награду вместе с посланником и его сподвижниками. Они устояли перед испытаниями изнурительной блокады и жестокостью закоренелого идолопоклонства, пока постепенно не прошла блокада благодаря искренней вере и решительности, которая не знает усталости. Через 6 месяцев после того, как блокада провалилась, умер Абу Талиб, а затем умерла и Хадиджа. Это было за 3 года до переселения в Медину.
И этим ей при жизни Хадиджи был обещан рай ангелом Джабраилем:

Однажды Джабраил явился к пророку и сказал: «О посланник Аллаха, Хадиджа принесла приправу к хлебу (или: еду; или: питьё). Когда она подойдёт к тебе, приветствуй её от имени её Господа и от меня и порадуй её благой вестью о том, что в раю её ждёт дом из полой жемчужины, где не будет шума и где не будет она знать усталости»— Сахих аль-Бухари, кн. 65, гл. 1131, №1499(3820)

## Значимость Хадиджи для Мухаммада
Для Мухаммада Хадиджа стала первой женой, при её жизни он не брал себе других жён. Согласно хадисам, она была первым человеком, поверившим ему (то есть стала первым человеком, принявшим ислам), всегда поддерживала его, год её смерти назван «годом грусти» (также в этот год умер дядя Мухаммада). Из описанного в хадисах можно отметить, что Мухаммад испытывал к ней сильную любовь как при жизни, так и после её смерти. Мухаммед всегда вспоминал о ней, «испытывая жалость и сострадание», а когда резал овцу, посылал часть мяса её подругам, в особенности Нафисе бинт Мунаббих.
Кроме того, он говорил, что наилучшая женщина миссии Исы была Марьям бинт ‘Имран (Мария дочь Имрана, мать Иисуса), а наилучшей женщиной его миссии была Хадиджа бинт Хувайлид.
Аиша бинт Абу Бакр же говорила, что ревновала Мухаммада только к Хадидже, хотя той и не было в живых, а однажды, когда она воскликнула «Опять Хадиджа?», Мухаммад был недоволен и сказал, что Всевышний наделил его сильной любовью к Хадидже.